# En Dor
En Dor (hebr. עין דור; ang. Ein Dor; pol. Wiosenna Generacja) – kibuc położony w Samorządzie Regionu Emek Jizre’el, w Dystrykcie Północnym, w Izraelu. Członek Ruchu Kibuców (Ha-Tenu’a ha-Kibbucit).

## Położenie
Kibuc jest położony na wysokości 174 metrów n.p.m. na wzgórzach zamykających od wschodu intensywnie użytkowaną rolniczo Dolinę Jezreel (w jej części nazywanej Bik'at Ksulot) w Dolnej Galilei, na północy Izraela. Osada leży na samym wschodnim skraju Emek Jizre’el. Po stronie południowo-zachodniej znajduje się podnóże masywu góry Giwat ha-More (515 m n.p.m.), a po stronie północno-zachodniej podnóża masywu Góry Tabor (562 m n.p.m.). Na północ i wschód od kibucu przebiega wadi strumienia Nachal Tawor, który spływa w kierunku południowo-wschodnim pomiędzy płaskowyżami Ramot Jissachar (od południa) i Wyżyny Sirin (od północy) do depresji Rowu Jordanu. W otoczeniu En Dor znajdują się miejscowości Szibli-Umm al-Ganam i Kefar Tawor, kibuce Gazit i Dawerat, moszaw Kefar Kisch, oraz wioski arabskie Kafr Misr i Tamra. Na południowy zachód od kibucu jest strefa przemysłowa Alon Tawor oraz baza wojskowa Na’ura.
Ein Dor jest położony w Samorządzie Regionu Emek Jizre’el, w Poddystrykcie Jezreel, w Dystrykcie Północnym Izraela.

## Historia
Pierwotnie w okolicy tej znajdowała się arabska wioska Indur, którą swoją historią nawiązywała do biblijnego miasta Endor. Pod koniec I wojny światowej w 1918 roku cała Palestyna przeszła pod panowanie Brytyjczyków, którzy w 1922 roku formalnie utworzyli Mandat Palestyny. W poszukiwaniu skutecznego rozwiązania narastającego konfliktu izraelsko-arabskiego w dniu 29 listopada 1947 roku została przyjęta Rezolucja Zgromadzenia Ogólnego ONZ nr 181. Zakładała ona między innymi, że wioska Indur miał znaleźć się w granicach nowo utworzonego państwa żydowskiego. Arabowie odrzucili tę Rezolucję i dzień później doprowadzili do wybuchu wojny domowej w Mandacie Palestyny. W trakcie jej trwania rejon wioski zajęły siły Arabskiej Armii Wyzwoleńczej, które sparaliżowały żydowską komunikację w całej okolicy. Z tego powodu, podczas I wojny izraelsko-arabskiej w dniu 24 maja 1948 roku izraelscy żołnierze zajęli, a następnie wysiedlili wioskę Indur. Domy wioski zostały wyburzone.
Grupa założycielska kibucu zawiązała się w 1940 roku w miejscowości Riszon le-Cijjon. W jej skład wchodzili członkowie żydowskiej młodzieżowej organizacji syjonistycznej Ha-Szomer Ha-Cair, którzy byli imigrantami z Niemiec, Węgier i Stanów Zjednoczonych. Z czasem dołączyło do nich 50 imigrantów z Ameryki Południowej. W 1943 roku przenieśli się oni na wykupioną ziemię przez Żydowski Fundusz Narodowy przy arabskiej wiosce Bajt Dadżan w pobliżu Jafy. Ich obozowisko było otoczone przez arabskie wioski Bajt Dadżan, Jazur, Al-Chajrija i Sakija, od których mieszkańców cierpieli liczne prześladowania. Samoobronę organizowała żydowska organizacja paramilitarna Hagana. W dniu 5 sierpnia 1944 roku brytyjska policja mandatowa przeprowadziła nalot na osadę, aresztując Dawida Epsteina i Dawida Solomona pod zarzutem nielegalnego posiadania broni. Mieszkańcy osady zorganizowali jednak protest i blokadę drogi, uniemożliwiając wywiezienie aresztowanych. Policjanci ustąpili i zwolnili obu zatrzymanych. Otrzymali oni później wyroki skazujące na 7 lat więzienia - w swojej obronie powiedzieli, że władze nie zapewniły należytej ochrony ich majątku przed napaściami ze strony Arabów, wobec czego musieli samemu bronić siebie i swojego dobytku. W maju 1945 roku Epstein został zwolniony w ramach amnestii z okazji zwycięstwa nad hitlerowskimi Niemcami.
Pod koniec 1947 roku grupa założycielska przeniosła się do Dolnej Galilei i tymczasowo zamieszkała w arabskich domach przy moszawie Kefar Kisch. Podczas pierwszego rozejmu w I wojnie izraelsko-arabskiej, w czerwcu 1948 roku przenieśli się do pobliskiej Doliny Jezreel i założyli nowy kibuc przy zniszczonej arabskiej wiosce Indur. W 2003 roku kibuc przeszedł przez proces prywatyzacji, zachowując kolektywną organizację instytucji kultury, edukacji i ochrony zdrowia.

## Demografia
Większość mieszkańców kibucu jest Żydami, jednak nie wszyscy identyfikują się z judaizmem. Tutejsza populacja jest świecka:

## Gospodarka i infrastruktura
Gospodarka kibucu opiera się na intensywnym rolnictwie, oraz hodowli bydła mlecznego i drobiu. Z przemysłu znajduje się tutaj fabryka przewodów komunikacyjnych i wyposażenia telekomunikacyjnego Teldor Cables & Systems Ltd.. W kibucu jest przychodnia zdrowia z gabinetem stomatologicznym, sklep wielobranżowy, poczta i warsztat mechaniczny.

## Transport
Z kibucu wyjeżdża się na północny wschód na drogę nr 7276, którą jadąc na południe dojeżdża się do arabskiej wioski Kafr Misr, a jadąc na północ dojeżdża się do moszawu Kefar Kisch i dalej do skrzyżowania z drogą nr 65.

## Edukacja i sport
Kibuc utrzymuje przedszkole. Starsze dzieci są dowożone do szkoły podstawowej w kibucu Merchawja lub szkoły średniej w kibucu Mizra. W kibucu znajduje się ośrodek kultury z biblioteką, oraz Muzeum Archeologiczne, które umożliwia poznanie historię całej okolicy. Z obiektów sportowych jest basen kąpielowy, sala sportowa z siłownią, boiska sportowe i korty tenisowe.

## Turystyka
W kibucu znajduje się niewielka stadnina koni ze szkółką jazdy. Dużą atrakcją jest położony na wschodzie rezerwat przyrody Nachal Tawor.